# Saint-Orens-Pouy-Petit
Saint-Orens-Pouy-Petit (gaskognisch: Sent Orens e Poi Petit) ist eine französische Gemeinde mit 178 Einwohnern (Stand 1. Januar 2022) im Département Gers in der Region Okzitanien (bis 2015 Midi-Pyrénées); sie gehört zum Arrondissement Condom und zum Gemeindeverband La Ténarèze. Die Bewohner nennen sich Saint-Orinois/Saint-Orinoises.

## Geografie
Saint-Orens-Pouy-Petit liegt rund sieben Kilometer südöstlich von Condom und 32 Kilometer nordwestlich von Auch in der Landschaft Ténarèze im Norden des Départements Gers. Die Gemeinde besteht aus dem Ort Saint-Orens, dem Weiler Pouy-Petit und zahlreichen Streusiedlungen und Einzelgehöften. Es gibt zahlreiche Weinberge, die zum Anbaugebiet Ténarèze viticole gehören. Der Fluss Gèle durchquert die Gemeinde und bildet streckenweise die westliche Gemeindegrenze.
Nachbargemeinden sind Caussens im Norden, Blaziert im Nordosten und Osten, Roquepine im Osten, Mas-d’Auvignon im Südosten, Saint-Puy im Süden, Maignaut-Tauzia im Südwesten sowie Béraut im Westen und Nordwesten.

## Geschichte
Die Gemeinde entstand 1841 durch die Vereinigung von Saint-Orens (1831: 332 Einwohner) und Pouy-Petit (1831: 139 Einwohner) zur heutigen Gemeinde Saint-Orens-Pouy-Petit. Im Mittelalter lag Saint-Orens-Pouy-Petit innerhalb der Grafschaft Condomois (auch Ténarèze genannt), die ein Teil der historischen Landschaft Gascogne war und teilte deren Schicksal. Saint-Orens gehörte von 1793 bis 1801 zum Kanton Condom und Pouy-Petit zum Kanton Saint Puy. Beide gehörten zudem zum District Condom. Seit 1801 sind beide Gemeinden dem Arrondissement Condom zugeteilt und gehörten von 1801 bis 2015 zum Wahlkreis (Kanton) Valence-sur-Baïse.

## Bevölkerungsentwicklung
Die Entwicklung der Einwohnerzahlen sind typisch für eine französische Landgemeinde. Nach einem Wachstum zwischen 1793 und 1831 folgten seit 1896 mehrere Abwanderungswellen. Zwischen 1831 und dem Tiefpunkt verringerte sich die Zahl der Bewohner um 70 Prozent. Seit 2011 ist die Bevölkerungszahl durch Zuzug gestiegen.
| Jahr                       | 1962 | 1968 | 1975 | 1982 | 1990 | 1999 | 2006 | 2011 | 2020 |
| Einwohner                  | 227  | 209  | 172  | 207  | 190  | 141  | 140  | 149  | 212  |
| Quellen: Cassini und INSEE |      |      |      |      |      |      |      |      |      |

## Sehenswürdigkeiten
- Schloss La Plagne nördlich von Saint-Orens
- Schloss in Pouy-Petit
- Mauer und Tore in Saint-Orens und Pouy-Petit
- Kirche Saint-Orens
- Kapelle in Pouy-Petit
- zwei Wegkreuze; am östlichen Dorfeingang von Saint-Orens und in Pouy-Petit
- zwei Lavoirs (ehemalige Waschhäuser); östlich und nördlich des Dorfes Saint-Orens
- Quelle und Brunnen an der D232 östlich von Saint-Orens
- Gedenkplatte für die Gefallenen an der Kirchenmauer[3]

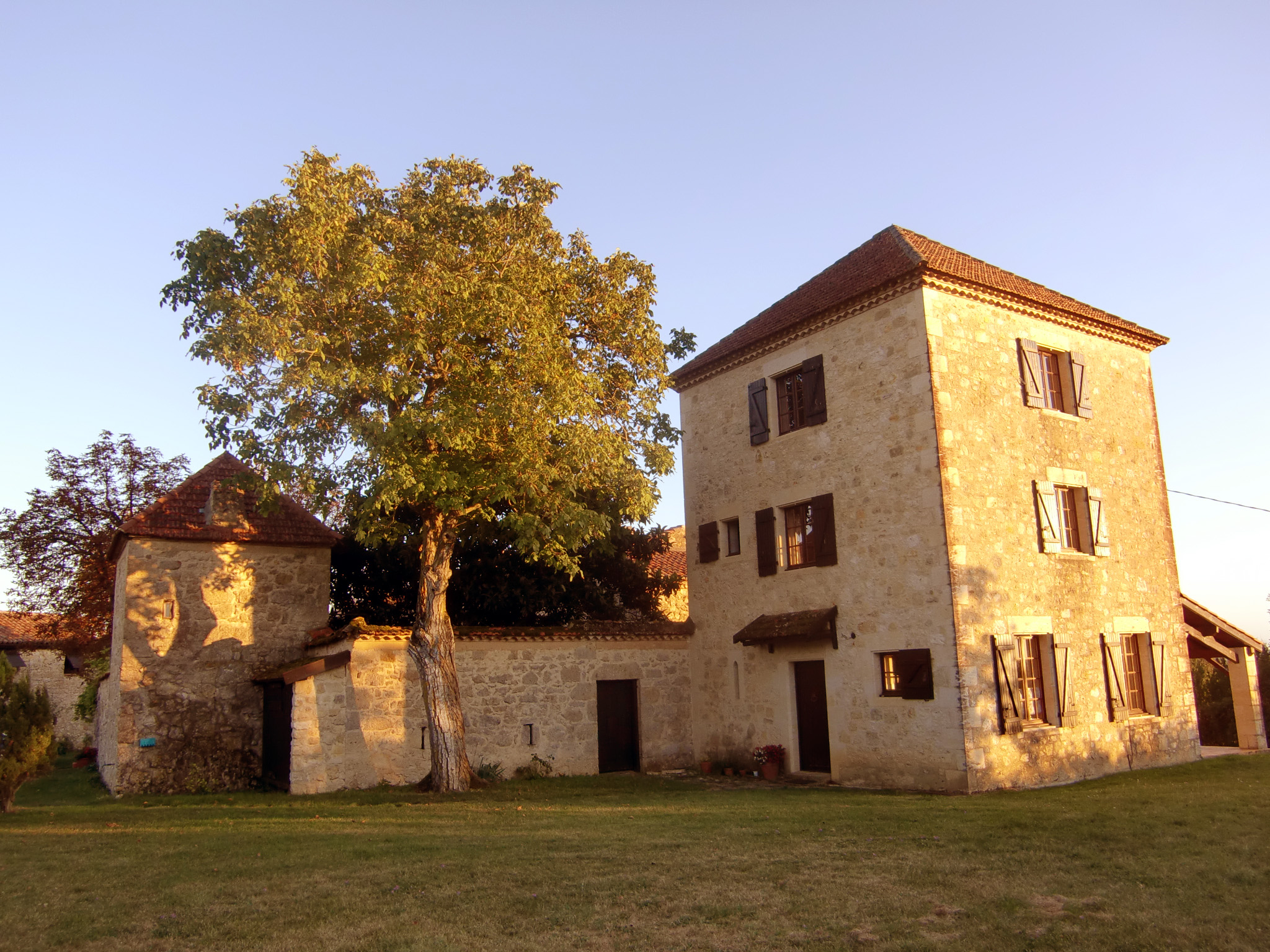
Turm und Mauer
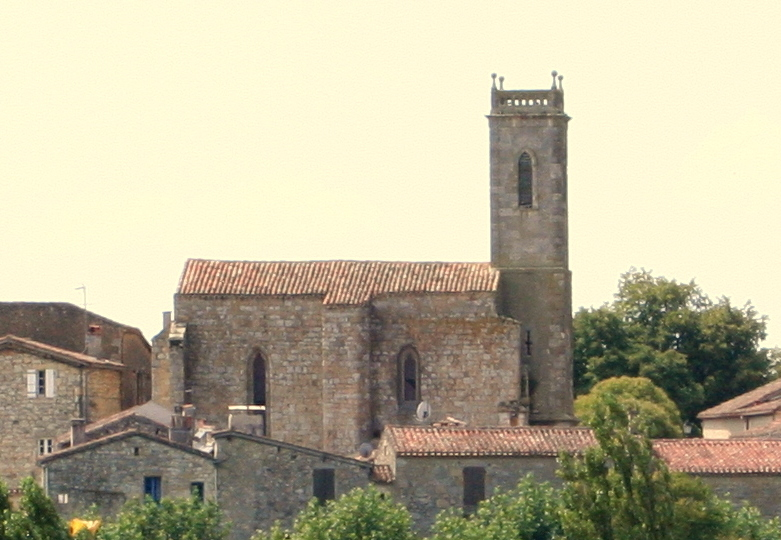
Kirche Saint-Orens
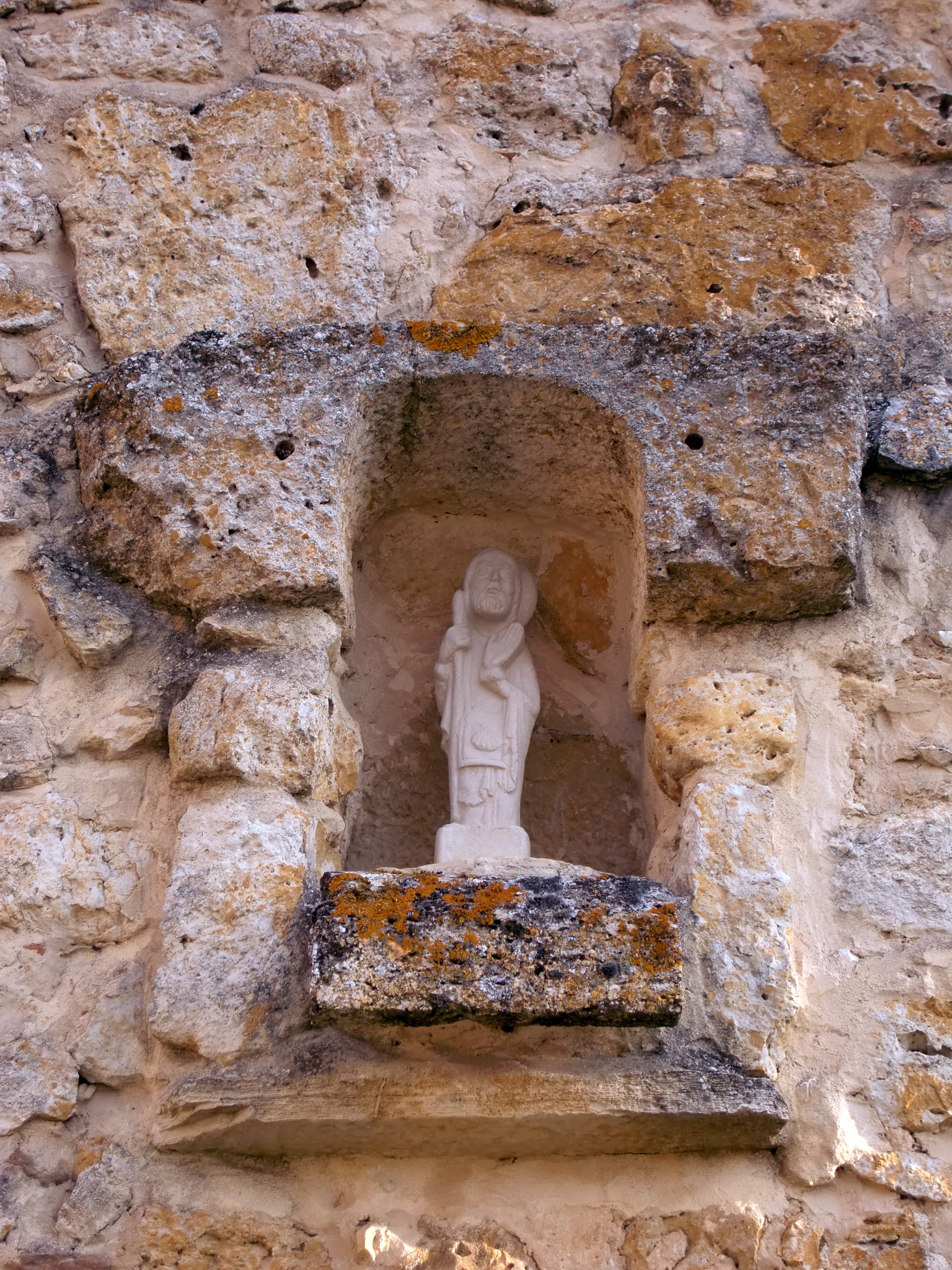
Statue in Saint-Jouannet